# Allemagne aux Jeux olympiques de 1896
L'Allemagne participe aux Jeux olympiques de 1896 à Athènes en Grèce du 6 au 15 avril 1896. Il s'agit des premiers Jeux olympiques modernes et donc de sa première participation à ces Jeux.
La délégation olympique allemande compte dix-neuf athlètes, tous des hommes (les femmes étant exclues des Jeux), répartis dans six sports différents. L'Allemagne remporte treize médailles à l'issue de ces Jeux olympiques et se classe troisième dans le rang des nations, derrière la Grèce et les États-Unis.
Parmi les sportifs engagés, quatre d'entres eux remportent une médaille d'or et deux équipes comptabilisant vingt-deux athlètes au total remportent également une médaille d'or. Cinq médailles d'argent et deux de bronze sont également remportées par la délégation d'outre-Rhin. Le sport dans lequel les athlètes ont particulièrement excellé est la gymnastique.

## Représentation
La délégation allemande est composée de dix-neuf athlètes concourant dans six sports et dans vingt-six disciplines différentes. Les sports pour lesquels l'Allemagne n'est pas représentée sont l'escrime, la natation et le tir.

## Compétitions

### Athlétisme
L'Allemagne est représentée par Frits Hoffmann, Friederich Traun et Kurt Doerry aux 100 mètres, Frits et Kurt aux 400 mètres, Friedrich aux 800 mètres et Carl Galle aux 1 500 mètres ainsi que Carl Schuhmann au saut en longueur, au triple saut avec Fritz Hoffmann, au lancer du poids avec Fritz tandis que le saut en hauteur est représenté également par ce dernier.
Pour les disciplines des 100 mètres, 400 mètres, 800 mètres et 1 500 mètres, seule la série de Fritz Hoffmann est connue, ou du moins communiquée, avec un temps de 58 s 6 tandis que les séries aux 1 500 mètres sont absentes. Pour la finale de ces mêmes disciplines, Friedrich et Kurt ne se qualifient pas respectivement pour les épreuves du 100 mètres et du 1 500 mètres pour le premier et du 100 mètres et 400 mètres pour le second. Le temps de Fritz Hoffmann n'est pas connue ou communiqué en ce qui concerne la finale du 400 mètres mais il termine quatrième. Carl Galle termine quatrième du 1 500 mètres en 4 min 39 s 0 tandis que Fritz prend la seconde place du 100 mètres en 12 s 2 derrière l'américain Thomas Burke et devant le hongrois Alajos Szokolyi et l'américain Francis Lane, qui terminent troisième avec le même temps. Il s'agit de l'unique médaille sur les épreuves d'athlétisme pour la délégation allemande.
En ce qui concerne les épreuves du saut en longueur, du triple saut, du saut en hauteur et du lancer du poids, seul le résultat de Fritz Hoffmann est communiqué ou connu avec une marque d'1,55 mètre, atteignant la cinquième place. Carl Schuhmann atteint cette même place pour l'épreuve du triple saut.
| Athlète         | Épreuves         | Série  | Finale       | Place |
| --------------- | ---------------- | ------ | ------------ | ----- |
| Fritz Hoffmann  | 100 mètres       | n.c.   | 12 s 2       | 2e    |
| Friedrich Traun | 100 mètres       | n.c.   | non qualifié | –     |
| Kurt Doerry     | 100 mètres       | n.c.   | non qualifié | –     |
| Fritz Hoffmann  | 400 mètres       | 58 s 6 | n.c.         | 4e    |
| Kurt Doerry     | 400 mètres       | n.c.   | non qualifié | –     |
| Friedrich Traun | 800 mètres       | n.c.   | non qualifié | –     |
| Carl Galle      | 1 500 mètres     | –      | 4 min 39 s 0 | 4e    |
| Carl Schuhmann  | Saut en longueur | –      | n.c.         | –     |
| Carl Schuhmann  | Triple saut      | –      | n.c.         | 5e    |
| Fritz Hoffmann  | Triple saut      | –      | n.c.         | –     |
| Fritz Hoffmann  | Saut en hauteur  | –      | 1,55 mètre   | 5e    |
| Fritz Hoffmann  | Lancer du poids  | –      | n.c.         | –     |
| Carl Schuhmann  | Lancer du poids  | –      | n.c.         | –     |

### Cyclisme
Six cyclistes allemands participent aux premières olympiades modernes dont August von Gödrich qui décroche la médaille d'argent pour l'épreuve de course sur route en ligne.
Les résultats de Joseph Rosemeyer ne sont pas connus ou communiqués pour l'épreuve des 10 kilomètres mais il parvient à se hisser à la quatrième place tandis qu'il abandonne les épreuves du 2 kilomètres et du 100 kilomètres. Sur cette dernière épreuve, tous les autres cyclistes allemands abandonnent également. Rosemeyer parvient à atteindre la huitième place pour l'épreuve du 333 mètres, derrière son coéquipier allemand Theodor Leupold qui termine cinquième de l'épreuve en 27 secondes. La course de 12 heures est représentée par l'allemand Joseph Welzenbacher mais signe un abandon.
August von Gödrich remporte la médaille d'argent sur l'épreuve de course sur route en ligne, derrière le grec Aristidis Konstantinidis et devant le britannique Edward Battell.
| Athlète             | Épreuves                  | Performance     | Place |
| ------------------- | ------------------------- | --------------- | ----- |
| Theodor Leupold     | 333 mètres                | 27,0 secondes   | 5e    |
| Joseph Rosemeyer    | 333 mètres                | 27,2 secondes   | 8e    |
| Joseph Rosemeyer    | 2 kilomètres              | Abandon         | –     |
| Joseph Rosemeyer    | 10 kilomètres             | n.c.            | 4e    |
| Bernhard Knubel     | 100 kilomètres            | Abandon         | –     |
| Theodor Leupold     | 100 kilomètres            | Abandon         | –     |
| Joseph Rosemeyer    | 100 kilomètres            | Abandon         | –     |
| Joseph Welzenbacher | 100 kilomètres            | Abandon         | –     |
| Joseph Welzenbacher | Course de 12 heures       | Abandon         | –     |
| August von Gödrich  | Course sur route en ligne | 3 h 42 min 18 s | 2e    |

## Liste des médaillés allemands

### Médailles d’or
| Sport              | Discipline                    | Sportifs | Performance |
| Médailles d’or : 6 |                               | |             |
| Gymnastique        | barres parallèles             | Alfred Flatow |             |
| Gymnastique        | saut de cheval                | Carl Schuhmann |             |
| Gymnastique        | barre fixe                    | Hermann Weingärtner |             |
| Gymnastique        | barres parallèles par équipes | Fritz Hoffmann (capitaine) Conrad Böcker Alfred Flatow Gustav Flatow Georg Hillmar Fritz Manteuffel Karl Neukirch Richard Röstel Gustav Schuft Carl Schuhmann Hermann Weingärtner |             |
| Gymnastique        | barre fixe par équipes        | Fritz Hoffmann (capitaine) Conrad Böcker Alfred Flatow Gustav Flatow Georg Hillmar Fritz Manteuffel Karl Neukirch Richard Röstel Gustav Schuft Carl Schuhmann Hermann Weingärtner |             |
| Lutte              | lutte greco-romaine           | Carl Schuhmann |             |

### Médailles d’argent
| Sport                  | Discipline             | Sportifs            | Performance     |
| Médailles d’argent : 5 |                        |                     |                 |
| Gymnastique            | barre fixe             | Alfred Flatow       |                 |
| Gymnastique            | anneaux                | Hermann Weingärtner |                 |
| Gymnastique            | cheval d'arçon         | Hermann Weingärtner |                 |
| Athlétisme             | 100 m Hommes           | Fritz Hoffmann      | 12 s 2          |
| Cyclisme               | Course en ligne Hommes | August von Gödrich  | 3 h 42 min 18 s |

### Médailles de bronze
| Sport                   | Discipline     | Sportifs            | Performance |
| Médailles de bronze : 2 |                |                     |             |
| Gymnastique             | corde lisse    | Fritz Hoffmann      | 12 m 5      |
| Gymnastique             | saut de cheval | Hermann Weingärtner |             |

## Épreuves

### Gymnastique
L'Allemagne a dominé les épreuves de gymnastique en remportant cinq des huit médailles d'or mises en jeu, et en étant médaillée dans chaque concours.
| Épreuves          | Place | Gymnaste            |
| ----------------- | ----- | ------------------- |
| Barres parallèles | 1e    | Alfred Flatow       |
| Barres parallèles | –     | Conrad Böcker       |
| Barres parallèles | –     | Gustav Flatow       |
| Barres parallèles | –     | Georg Hillmar       |
| Barres parallèles | –     | Fritz Manteuffel    |
| Barres parallèles | –     | Karl Neukirch       |
| Barres parallèles | –     | Richard Röstel      |
| Barres parallèles | –     | Gustav Schuft       |
| Barres parallèles | –     | Carl Schuhmann      |
| Barres parallèles | –     | Hermann Weingärtner |
| Barres fixes      | 1e    | Hermann Weingärtner |
| Barres fixes      | 2e    | Alfred Flatow       |
| Barres fixes      | –     | Conrad Böcker       |
| Barres fixes      | –     | Gustav Flatow       |
| Barres fixes      | –     | Georg Hillmar       |
| Barres fixes      | –     | Fritz Manteuffel    |
| Barres fixes      | –     | Karl Neukirch       |
| Barres fixes      | –     | Richard Röstel      |
| Barres fixes      | –     | Gustav Schuft       |
| Barres fixes      | –     | Carl Schuhmann      |
| Saut de cheval    | 1e    | Carl Schuhmann      |
| Saut de cheval    | 3e    | Hermann Weingärtner |
| Saut de cheval    | –     | Conrad Böcker       |
| Saut de cheval    | –     | Alfred Flatow       |
| Saut de cheval    | –     | Gustav Flatow       |
| Saut de cheval    | –     | Georg Hillmar       |
| Saut de cheval    | –     | Fritz Manteuffel    |
| Saut de cheval    | –     | Karl Neukirch       |
| Saut de cheval    | –     | Richard Röstel      |
| Saut de cheval    | –     | Gustav Schuft       |
| Cheval d'arçons   | 2e    | Hermann Weingärtner |
| Cheval d'arçons   | –     | Conrad Böcker       |
| Cheval d'arçons   | –     | Alfred Flatow       |
| Cheval d'arçons   | –     | Gustav Flatow       |
| Cheval d'arçons   | –     | Georg Hillmar       |
| Cheval d'arçons   | –     | Fritz Manteuffel    |
| Cheval d'arçons   | –     | Karl Neukirch       |
| Cheval d'arçons   | –     | Richard Röstel      |
| Cheval d'arçons   | –     | Gustav Schuft       |
| Cheval d'arçons   | –     | Carl Schuhmann      |
| Anneaux           | 2e    | Hermann Weingärtner |
| Anneaux           | 5e    | Carl Schuhmann      |
| Anneaux           | –     | Conrad Böcker       |
| Anneaux           | –     | Alfred Flatow       |
| Anneaux           | –     | Gustav Flatow       |

| Épreuves    | Place | Gymnaste       | Hauteur     |
| ----------- | ----- | -------------- | ----------- |
| Corde lisse | 3e    | Fritz Hoffmann | 12,5 mètres |

| Épreuves                     | Place | Équipe    |
| ---------------------------- | ----- | --------- |
| Barres parallèles par équipe | 1e    | Allemagne |
| Barres fixes par équipe      | 1e    | Allemagne |

### Haltérophilie
Carl Schuhmann réalise la même performance que Sotírios Versís, médaillé de bronze, mais des notes techniques données par les juges départagent les concurrents.
| Épreuves    | Place | Haltérophile   | Meilleure performance |
| ----------- | ----- | -------------- | --------------------- |
| À deux bras | 4e    | Carl Schuhmann | 90,0 kilogrammes      |

### Lutte
En lutte gréco-romaine, bien que plus léger que la plupart de ces concurrents, Carl Schuhmann obtient une première victoire contre le Britannique Launceston Elliot (pourtant champion olympique en haltérophilie) avant de battre en finale le Grec Yeóryios Tsítas.
| Épreuves            | Place | Lutteur        | Quarts de finale | Demi-finales | Finale   |
| ------------------- | ----- | -------------- | ---------------- | ------------ | -------- |
| Lutte gréco-romaine | 1e    | Carl Schuhmann | Victoire         | Exempté      | Victoire |

### Tennis
Friedrich Traun est battu au premier tour en simple par le Britannique John Pius Boland. Il participe avec ce dernier au double messieurs et remporte le tournoi contre la paire Dimítrios Petrokókkinos - Dionýsios Kásdaglis. La médaille n'est créditée au bénéfice d'aucun pays.
| Épreuves         | Place | Joueur(s)                           | 1e tour | Quarts de finale | Demi-finales | Finale   |
| ---------------- | ----- | ----------------------------------- | ------- | ---------------- | ------------ | -------- |
| Simple messieurs | -     | Friedrich Traun                     | Défaite | -                | -            | -        |
| Double messieurs | 1e    | Friedrich Traun et John Pius Boland | –       | Victoire         | Exempté      | Victoire |

## Sources
- Lampros, S.P.; Polites, N.G.; De Coubertin, Pierre; Philemon, P.J.; & Anninos, C., The Olympic Games: BC 776 - AD 1896, Athènes, Charles Beck, 1897 (aafla.org)
- Bill Mallon et Ture Widlund, The 1896 Olympic Games. Results for All Competitors in All Events, with Commentary, Jefferson, McFarland, 1998,  (ISBN 0-7864-0379-9) (aafla.org)